# فرانكلين (تينيسي)
فرانكلين (بالإنجليزية: Franklin, Tennessee) هي مدينة تقع بولاية تينيسي في وسط شرق الولايات المتحدة. تبلغ مساحة هذه المدينة 78 (كم²)، وترتفع عن سطح البحر 196 م، بلغ عدد سكانها 62487 نسمة في عام 2010 حسب إحصاء مكتب تعداد الولايات المتحدة وتصل الكثافة السكانية فيها 538 نسمة/كم2.

## التركيبة السكانية
حدّد مكتب تعداد الولايات المتحدة بيانات التركيبة السكانية لفرانكلين في تعداد الولايات المتحدة. في ما يلي، التركيبة السكانية حسب تعدادي 2000 و2010.

### تعداد عام 2000
بلغ عدد سكان فرانكلين 41,842 نسمة بحسب تعداد عام 2000، وبلغ عدد الأسر 16,128 أسرة وعدد العائلات 11,232 عائلة مقيمة في المدينة. في حين سجلت الكثافة السكانية 376.1 نسمة لكل كيلومتر مربع (974.1/ميل2). وبلغ عدد الوحدات السكنية 17,296 وحدة بمتوسط كثافة قدره 155.5 لكل كيلومتر مربع (402.7/ميل2).
وتوزع التركيب العرقي للمدينة بنسبة 84.53% من البيض و10.35% من الأمريكيين الأفارقة و0.24% من الأمريكيين الأصليين و1.61% من الأمريكيين ذوي الأصول الآسيوية و0.05% من سكان جزر المحيط الهادئ و2.17% من الأعراق الأخرى و1.06% من عرقين مختلطين أو أكثر و4.84% من الهسبانيون أو اللاتينيون من أي عرق.
بلغ عدد الأسر 16,128 أسرة كانت نسبة 40.7% منها لديها أطفال تحت سن الثامنة عشر تعيش معهم، وبلغت نسبة الأزواج القاطنين مع بعضهم البعض 56.2% من أصل المجموع الكلي للأسر، ونسبة 10.8% من الأسر كان لديها معيلات من الإناث دون وجود شريك، بينما كانت نسبة 2.6% من الأسر لديها معيلون من الذكور دون وجود شريكة وكانت نسبة 30.4% من غير العائلات. تألفت نسبة 25% من أصل جميع الأسر من عدة أفراد يعيشون في نفس المنزل ونسبة 5.4% كانت تتألف من شخص يعيش بمفرده يبلغ من العمر 65 عاماً أو أكثر. وبلغ متوسط حجم الأسرة المعيشية 2.55، أما متوسط حجم العائلات فبلغ 3.09.
بلغ العمر الوسطي للسكان 33.0 عاماً. وكانت نسبة 27.8% من القاطنين تحت سن الثامنة عشر، وكانت نسبة 7.2% بين الثامنة عشر والرابعة والعشرين عاماً، ونسبة 37.6% كانت واقعةً في الفئة العمرية ما بين الخامسة والعشرين والرابعة والأربعين عاماً، ونسبة 19.1% كانت ما بين الخامسة والأربعين والرابعة والستين، ونسبة 6.6% كانت ضمن فئة الخامسة والستين عاماً فما فوق. يوجد لكل 100 أنثى 93.3 ذكر، ويوجد لكل 100 أنثى في الثامنة عشر من عمرها فما فوق 89.9 ذكر.
بلغ متوسط دخل الأسرة في المدينة 59,941 دولارًا، أما متوسط دخل العائلة فبلغ 73,106 دولارًا. وكان متوسط دخل الذكور 51,489 دولارًا مقابل 32,012 دولارًا للإناث. وسجل دخل الفرد الخاص بالمدينة 28,504 دولارًا. وكانت نسبة 3.8% من العائلات ونسبة 5.3% من السكان تحت خط الفقر، وكان من هؤلاء نسبة 5.5% تحت سن الثامنة عشر ونسبة 11.8% في الخامسة والستين من العمر وما فوق.

### تعداد عام 2010
بلغ عدد سكان فرانكلين 62,487 نسمة بحسب تعداد عام 2010، وبلغ عدد الأسر 24,040 أسرة وعدد العائلات 16,751 عائلة مقيمة في المدينة. في حين سجلت الكثافة السكانية 561.6 نسمة لكل كيلومتر مربع (1,454.5/ميل2). وبلغ عدد الوحدات السكنية 25,586 وحدة بمتوسط كثافة قدره 230 لكل كيلومتر مربع (595.7/ميل2).
وتوزع التركيب العرقي للمدينة بنسبة 84.36% من البيض و6.74% من الأمريكيين الأفارقة و0.24% من الأمريكيين الأصليين و3.78% من الأمريكيين ذوي الأصول الآسيوية و0.03% من سكان جزر المحيط الهادئ و3.12% من الأعراق الأخرى و1.74% من عرقين مختلطين أو أكثر و7.62% من الهسبانيون أو اللاتينيون من أي عرق.
بلغ عدد الأسر 24,040 أسرة كانت نسبة 38.3% منها لديها أطفال تحت سن الثامنة عشر تعيش معهم، وبلغت نسبة الأزواج القاطنين مع بعضهم البعض 56.6% من أصل المجموع الكلي للأسر، ونسبة 10% من الأسر كان لديها معيلات من الإناث دون وجود شريك، بينما كانت نسبة 3.1% من الأسر لديها معيلون من الذكور دون وجود شريكة وكانت نسبة 30.3% من غير العائلات. تألفت نسبة 25.5% من أصل جميع الأسر من عدة أفراد يعيشون في نفس المنزل ونسبة 7.5% كانت تتألف من شخص يعيش بمفرده يبلغ من العمر 65 عاماً أو أكثر. وبلغ متوسط حجم الأسرة المعيشية 2.57، أما متوسط حجم العائلات فبلغ 3.12.
بلغ العمر الوسطي للسكان 36.8 عاماً. وكانت نسبة 27.4% من القاطنين تحت سن الثامنة عشر، وكانت نسبة 6.6% بين الثامنة عشر والرابعة والعشرين عاماً، ونسبة 30% كانت واقعةً في الفئة العمرية ما بين الخامسة والعشرين والرابعة والأربعين عاماً، ونسبة 25.9% كانت ما بين الخامسة والأربعين والرابعة والستين، ونسبة 10.1% كانت ضمن فئة الخامسة والستين عاماً فما فوق. وتوزع التركيب الجنسي للسكان بنسبة 47.8% ذكور و52.2% إناث.

## أعلام
- جون آدامز
- جيمي غريفين
- جورج إس. هوستون
- جون إتش كيلي
- هاري براون
- بوبي كيز
- بيل لي
- لوقا بينوارد
- مايلي سايرس
- جونسون ك. دونكان
- جيمس ستورم

## وصلات خارجية
- http://www.franklin-gov.com/ نسخة محفوظة 16 ديسمبر 2017 على موقع واي باك مشين.
- The US50 - Cities and Towns in Tennessee State